# Copa del Món de ciclisme de 1998
La Copa del Món de ciclisme de 1998 fou la 10a edició de la Copa del Món de ciclisme. Va estar formada per 10 curses disputades entre març i octubre de 1998 i per segon any consecutiu Michele Bartoli en va ser el vencedor final.

## Calendari
| Data         | Cursa                     | País          | Vencedor                   | Equip del vencedor    |
| ------------ | ------------------------- | ------------- | -------------------------- | --------------------- |
| 21 de març   | Milà-Sanremo              | Itàlia        | Erik Zabel (GER)           | Team Deutsche Telekom |
| 5 d'abril    | Tour de Flandes           | Bèlgica       | Johan Museeuw (BEL)        | Mapei-Bricobi         |
| 12 d'abril   | París-Roubaix             | França        | Franco Ballerini (ITA)     | Mapei-Bricobi         |
| 19 d'abril   | Lieja-Bastogne-Lieja      | Bèlgica       | Michele Bartoli (ITA)      | ASICS - CGA           |
| 25 d'abril   | Amstel Gold Race          | Països Baixos | Rolf Jaermann (SUI)        | Casino                |
| 8 d'agost    | Clàssica de Sant Sebastià | Espanya       | Francesco Casagrande (ITA) | Cofidis               |
| 16 d'agost   | HEW Cyclassics            | Alemanya      | Léon van Bon (NED)         | Rabobank ProTeam      |
| 23 d'agost   | Gran Premi de Suïssa      | Suïssa        | Michele Bartoli (ITA)      | ASICS - CGA           |
| 4 d'octubre  | París-Tours               | França        | Jacky Durand (FRA)         | Casino                |
| 17 d'octubre | Giro de Llombardia        | Itàlia        | Oskar Camenzind (SUI)      | Mapei-Bricobi         |

## Classificacions finals

### Classificació individual
| Pos. | Ciclista                   | Equip            | Punts |
| ---- | -------------------------- | ---------------- | ----- |
| 1    | Michele Bartoli (ITA)      | ASICS - CGA      | 416   |
| 2    | Léon van Bon (NED)         | Rabobank ProTeam | 190   |
| 3    | Andrea Tafi (ITA)          | Mapei-Bricobi    | 166   |
| 4    | Stefano Zanini (ITA)       | Mapei-Bricobi    | 163   |
| 5    | Michael Boogerd (NED)      | Rabobank ProTeam | 146   |
| 6    | Andrei Txmil (BEL)         | Lotto-Mobistar   | 137   |
| 7    | Emmanuel Magnien (FRA)     | FDJ              | 134   |
| 8    | Franco Ballerini (ITA)     | Mapei-Bricobi    | 132   |
| 9    | Rolf Jaermann (SUI)        | Casino           | 111   |
| 10   | Franck Vandenbroucke (BEL) | Mapei-Bricobi    | 111   |

### Classificació per equips
| Pos. | Equip            | Punts |
| ---- | ---------------- | ----- |
| 1    | Mapei-Bricobi    | 76    |
| 2    | Rabobank ProTeam | 56    |
| 3    | Casino           | 52    |
| 4    | Polti            | 50    |
| 5    | FDJ              | 42    |